# Comté de Glenn
Pour les articles homonymes, voir Glenn.
Le comté de Glenn est un comté de l'État de Californie aux États-Unis. Au recensement de 2020, il comptait 28 917 habitants. Son chef-lieu est Willows.

## Démographie
| 1900  | 1910  | 1920   | 1930   | 1940   | 1950   |
| ----- | ----- | ------ | ------ | ------ | ------ |
| 5 150 | 7 172 | 11 853 | 10 935 | 12 195 | 15 448 |

| 1960   | 1970   | 1980   | 1990   | 2000   | 2010   |
| ------ | ------ | ------ | ------ | ------ | ------ |
| 17 245 | 17 521 | 21 350 | 24 798 | 26 453 | 28 122 |

| 2020   | - | - | - | - | - |
| ------ | - | - | - | - | - |
| 28 917 | - | - | - | - | - |